# Walter Haynes
Walter Haynes (14 december 1928 - Tyler (Texas), 1 januari 2009) was een Amerikaanse steel-gitarist en muziekproducent, die werkte met artiesten als Jimmy Dickens, Del Reeves, The Everly Brothers en Jeanne Pruett. Hij schreef mee aan een aantal nummers waaronder Girl on the Billboard - een nummer dat een nummer 1-hit werd voor Del Reeves in 1965. Haynes was lid van de Steel Guitar Hall of Fame. Op het moment van zijn dood op 80-jarige leeftijd in Tyler, Texas, gaf hij muzieklessen in Bullard, Texas.